# Allmannsfeld
Allmannsfeld ist ein in der Oberpfalz gelegener Weiler, der ein Gemeindeteil von Kastl ist.

## Lage
Der Ort befindet sich in der Region Oberpfälzer Jura und liegt in der nach Wolfsfeld benannten Gemarkung. Allmannsfeld ist einer von 39 Ortsteilen des Marktes Kastl. Der Weiler liegt vier Kilometer nordöstlich von Kastl und Ursensollen ist drei Kilometer entfernt.

## Verkehr
Die Bundesstraße 299 führt ein wenig nordwestlich des Ortes vorbei, von dieser zweigt eine kurze Gemeindeverbindungsstraße ab, die in Allmannsfeld endet. Vom ÖPNV wird der Ort mit der Buslinie 460 des VGN angefahren.

## Kultur und Sehenswürdigkeiten

### Bauwerke
Mit einem ein wenig westlich des Ortes gelegenen Wegkreuz und einer einen Kilometer südöstlich gelegenen ehemaligen Eisenbahnbrücke gibt es außerhalb von Allmannsfeld zwei denkmalgeschützte Objekte.